# 成長
成長（せいちょう、英: growth）とは、生物や物事が発達し大きくなることをいう。例えば経済が発展することを経済成長と呼ぶ。本項目では主に生物の成長について説明する。
成長とは、ある生物が、その生活史において、個体がその発生から死に至る過程で、もっともよく発達した形へとその姿を変える間の変化をさす。典型的なものは、多細胞生物に見られるものである。主に成長は大きく分けて構造の発達と大きさの増大の2つの面があり、この両者が同時に行なわれる。
かつて動物には「成長」の文字を、植物には「生長」の文字を使った。これは動物の場合、構造の発達的な面が、特に成体の形への体の完成というように見える点が大きいのに対して、植物の場合には、大きさの増加の面が強く感じられるからである。しかし、現在では両者に対して「成長」を使う場合が多い。

## 動物の場合
動物の場合の成長は、内部構造の発達、充実と外形の増加が並行的に行われる。この間の成体に体の構造や機能の変化が大きいものが多い。
消化器官、循環系、神経系などの基本構造は、発生が一定段階に進んだ段階で形成され、成体になるまでそれがさらに発達変化をしてゆく。生殖系の発達はさらに遅れ、成体になる前である。成体になれば、老化による以外に、その体型は変化しなくなる。
動物群によっては、この間の変化が大きく、時には体制の変化を伴うほどである。そのような場合、この変化の過程を変態と呼んでいる。
なお、造礁サンゴなど、群体を形成する動物では、個体そのものの成長以外に、群体の大きさの増加もまた成長であると見ることもできる。この場合、成長は個虫の分裂や出芽によって実現され、その様子は植物の生長に似たものとなる。

## 植物の場合
植物の場合、成長はすでにある栄養器官（根・茎・葉）を新たにつくっては積み上げてゆく過程である。生殖器官は成長が一定段階に達したときに、新たに作り出される。
このようになるのは、植物細胞は細胞壁に囲まれ、互いに密着しているので、新たな構造は既成の構造の上に積み上げる形でしか作り得ないからである。したがって、細胞分裂の部位も成長の最前線に限定される。このことを前川文夫は積み重ね体制と表現した。
植物の生長は、大きく分けると2つの段階がある。1つは細胞数の増加であり、もう1つは細胞の大きさの増加である。

### 細胞数の増加
植物において、細胞分裂が行われる部分は、その体の上の限られた部分であり、これを分裂組織と呼んでいる。分裂組織には大きく分けると2つがある。1つは先端部での伸長方向の成長を行う成長点、あるいは頂端分裂組織と、茎の周囲にあって肥大成長を行う形成層である。先端部でその先が作られる成長のことは先端成長と呼ばれる。

### 大きさの増加
分裂組織で作られた組織は、その後は分裂することなく、発達し、大きくなる。